# Gliese 581 b
Gliese 581 b (GJ 581 b) – planeta pozasłoneczna okrążająca czerwonego karła, gwiazdę Gliese 581 w gwiazdozbiorze Wagi. Została odkryta w sierpniu 2005 roku. Masa minimalna planety jest szacowana na 0,05 MJ (w przybliżeniu taka jak masa Neptuna). Wielki promień orbity GJ 581 b wynosi 0,041 j.a., a okres obiegu 5,37 dnia.